# Fabio Bencivenga
Fabio Bencivenga (né le 20 janvier 1976 à Capoue) est un joueur de water-polo italien.
Après avoir joué pour le Posiliippo, il joue une saison au Pro Recco, puis à l'Acquachiara. Il remporte la médaille de bronze à Atlanta en 1996.